# Adrien-Jacques Joly
Adrien-Jacques Joly, né le 5 janvier 1756 à Paris et mort le 20 novembre 1829 à Saint-Germain-en-Laye, est un bibliothécaire français.

## Biographie
Il est le fils d’Hugues-Adrien Joly qui était garde des estampes du Cabinet des estampes et planches gravées depuis 1750 à la Bibliothèque royale. En 1786, Adrien-Jacques entre à son tour à la Bibliothèque du roi puis succède à son père à la tête du Cabinet des estampes le 16 août 1795 en tant que Conservateur.
Il est élu président du Conservatoire le 9 vendémiaire an VII (30 septembre 1798). Aubin-Louis Millin de Grandmaison lui succéda.